# Formylhydrazin
Formylhydrazin ist eine chemische Verbindung aus der Gruppe der Carbonsäurehydrazide.

## Gewinnung und Darstellung
Formylhydrazin kann aus Isodiazomethan gewonnen werden.

## Eigenschaften
Formylhydrazin ist ein farbloser Feststoff, der wenig löslich in Wasser ist.

## Verwendung
Formylhydrazin kann zur Herstellung organischer Verbindungen (wie 1,2,4-Triazolderivativen) verwendet werden.

## Sicherheitshinweise
Formylhydrazin löst bei oraler Gabe in Mäusen Lungentumore aus.